# Hamburg International

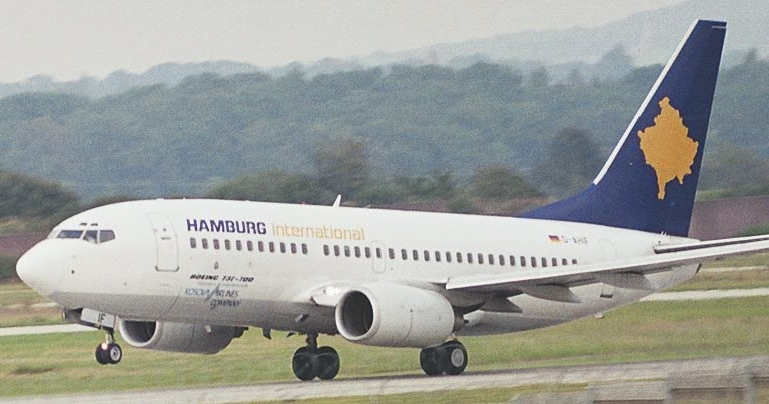
Máy bay Boeing 737-700 của Hamburg International

Hamburg International (Luftverkehrsgesellschaft mbH) (mã IATA = 4R, mã ICAO = HHI) là hãng hàng không của Đức, trụ sở ở Hamburg. Hãng có dịch vụ bay thuê bao chở khách cho các hãng du lịch cùng các khách thuê bao khác. Căn cứ chính của hãng ở Sân bay Hamburg, và các căn cứ khác ở sân bay quốc tế Luxembourg-Findel, sân bay Saarbrücken và sân bay Friedrichshafen.

## Lịch sử
Hamburg International được thành lập từ tháng 7/1998 và bắt đầu hoạt động từ ngày 28.4.1999. Hãng do các nhà đầu tư địa phương làm chủ và có 215 nhân viên (tháng 3/2007).

## Các nơi đến
(Tháng 1/2008):
- Quốc nội:
  - Berlin
  - Dresden
  - Erfurt
  - Hamburg
  - Hannover
  - Karlsruhe/Baden-Baden
  - Leipzig
  - München
  - Saarbrücken
  - Stuttgart
- Quốc tế:
  - Accra
  - Agadir
  - Aktyubinsk (mùa hè 2008)
  - Ankara
  - Arrecife
  - Bergen (mùa hè 2008)
  - Bourgas (mùa hè 2008)
  - Debrecen (mùa hè 2008)
  - Djerba
  - Erbil
  - Fuerteventura
  - Funchal
  - Gran Canaria
  - Heraklion
  - Hurghada
  - Istanbul (mùa hè 2008))
  - Izmir
  - Corfu (mùa hè 2008)
  - Kostanay (mùa hè 2008)
  - La Palma
  - Larnaca
  - Luxembourg
  - Luxor
  - Malaga
  - Palma de Mallorca
  - Petropavlovsk (mùa hè 2008)
  - Prishtina
  - Sármellék (mùa hè 2008)
  - Sharm Al Sheikh
  - Split
  - Sulaymaniyah
  - Tel Aviv (mùa hè 2008)
  - Tenerife
  - Harstad/Narvik, Evenes (mùa hè 2008)
  - Kirkenes (mùa hè 2008)
  - Tromsø (mùa hè 2008)
  - Varna (mùa hè 2008)

## Đội máy bay
(Tháng 6/2008):
- 5 Airbus A319-100
- 1 Boeing 737-300
- 2 Boeing 737-700

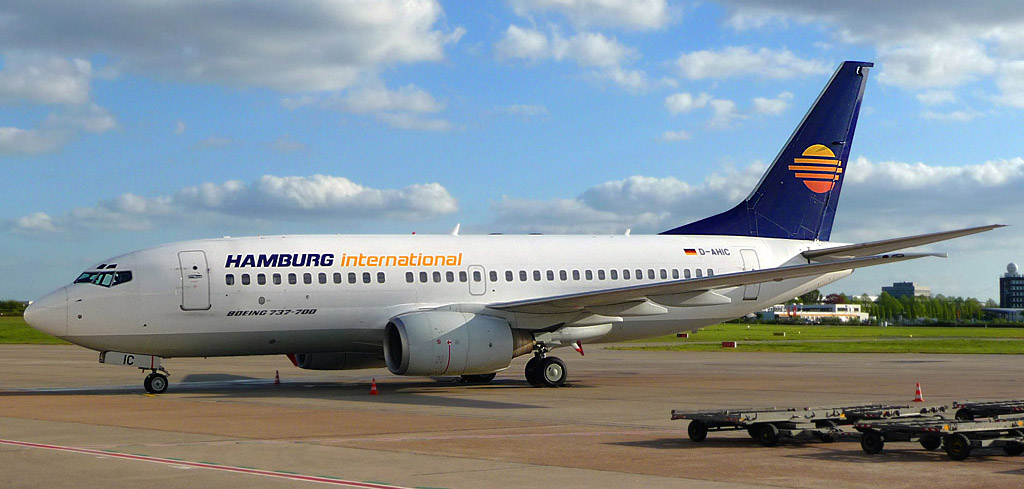
Hamburg International Boeing 737-700.

Tính tới tháng 6/2008, tuổi trung bình các máy bay của Hamburg International là 4.9 năm().
Đang đặt mua: 
- 8 Airbus A319-100[2]
- 4 Airbus A320-200[2]